# Santa Luzia (Paraíba)
Santa Luzia é um município brasileiro do estado da Paraíba, localizado no Sertão do Seridó (Ocidental) Paraibano, na Região Geográfica Imediata de Patos e integrante da Região Metropolitana de Patos. É formada por um istmo entre duas zonas hídricas.

## História
O município foi criado pela Lei Provincial Nº 410, de 24 de novembro de 1871, ocorrendo a instalação em 27 de junho de 1872. Na ocasião, figurava somente como distrito-sede. Sofreu reformulações administrativas, ganhando e perdendo distritos, voltando a figurar apenas como distrito-sede, Santa Luzia.
De acordo com a estimativa realizada pelo IBGE (Instituto Brasileiro de Geografia e Estatística) no ano de 2015, sua população é de 15 153 habitantes. Área territorial de 442 km². Também conhecida como a "Veneza Paraibana", a cidade é cercada por três açudes (Freiras, José Américo e Padre Ibiapina), por isso também é chamada de "Cidade Ilha". Em seu calendário festivo, destaca-se o São João (Melhor Arrasta-pé do Brasil), festa junina mais tradicional do País, a Festa de Nossa Senhora do Rosário dos Pretos (única com Tope do Juiz) e a Festa da Padroeira Santa Luzia, que todos os anos atrai uma multidão.

## Geografia

### Relevo e hidrografia
Localizada no rebordo ocidental do Planalto da Borborema, o município é constituído por relevo dissecado, sob forma de cristas, dominado por três maciços principais: Serra da Borborema, mais a Sul e de maior altitude; Serra do Pinga, e Serra da Tubiba. Existem outras elevações secundárias denominadas localmente de Serra do Cabaço, Pilãozinho, Riacho do Fogo, Porcos, Favela, Redonda e Yayú, além de apresentar remanescentes da superfície de cimeira, da forma tubular, que atinge a cota de 600,0 m.
O município faz parte do domínio da sub-bacia dos rios Chafariz (Barra), Saco e Riacho do Fogo, os quais deságuam no açude público de Santa Luzia, constituindo as nascentes do Quipauá, rio intermitente, de significativa importância sócio-econômica para o município nas épocas chuvosas.

### Clima
O município está incluído na área geográfica de abrangência do semiárido brasileiro, definida pelo Ministério da Integração Nacional em 2005. Esta delimitação tem como critérios o índice pluviométrico, o índice de aridez e o risco de seca. O clima é caracterizado por apresentar grande irregularidade no seu regime pluviométrico, que depende das massas de ar que vêm do litoral e do oeste. Sua localização sobre a depressão do Rio Piranhas e a presença nas imediações, da Serra da Borborema, constituem as principais barreiras físicas para a existência de um clima mais ameno e para regularização do regime das chuvas.
| Dados climatológicos para Santa Luzia | Dados climatológicos para Santa Luzia | Dados climatológicos para Santa Luzia | Dados climatológicos para Santa Luzia | Dados climatológicos para Santa Luzia | Dados climatológicos para Santa Luzia | Dados climatológicos para Santa Luzia | Dados climatológicos para Santa Luzia | Dados climatológicos para Santa Luzia | Dados climatológicos para Santa Luzia | Dados climatológicos para Santa Luzia | Dados climatológicos para Santa Luzia | Dados climatológicos para Santa Luzia | Dados climatológicos para Santa Luzia |
| Mês                                   | Jan                                   | Fev                                   | Mar                                   | Abr                                   | Mai                                   | Jun                                   | Jul                                   | Ago                                   | Set                                   | Out                                   | Nov                                   | Dez                                   | Ano                                   |
| ------------------------------------- | ------------------------------------- | ------------------------------------- | ------------------------------------- | ------------------------------------- | ------------------------------------- | ------------------------------------- | ------------------------------------- | ------------------------------------- | ------------------------------------- | ------------------------------------- | ------------------------------------- | ------------------------------------- | ------------------------------------- |
| Chuva (mm)                            | 57,6                                  | 90,2                                  | 144,5                                 | 122,6                                 | 51,5                                  | 17                                    | 7,9                                   | 2,3                                   | 1,7                                   | 3,8                                   | 6                                     | 22,3                                  | 527,3                                 |
| Fonte: Atlas Pluviométrico da Paraíba |                                       |                                       |                                       |                                       |                                       |                                       |                                       |                                       |                                       |                                       |                                       |                                       |                                       |

| Dados climatológicos para Santa Luzia (Riacho do Saco) | Dados climatológicos para Santa Luzia (Riacho do Saco) | Dados climatológicos para Santa Luzia (Riacho do Saco) | Dados climatológicos para Santa Luzia (Riacho do Saco) | Dados climatológicos para Santa Luzia (Riacho do Saco) | Dados climatológicos para Santa Luzia (Riacho do Saco) | Dados climatológicos para Santa Luzia (Riacho do Saco) | Dados climatológicos para Santa Luzia (Riacho do Saco) | Dados climatológicos para Santa Luzia (Riacho do Saco) | Dados climatológicos para Santa Luzia (Riacho do Saco) | Dados climatológicos para Santa Luzia (Riacho do Saco) | Dados climatológicos para Santa Luzia (Riacho do Saco) | Dados climatológicos para Santa Luzia (Riacho do Saco) | Dados climatológicos para Santa Luzia (Riacho do Saco) |
| Mês                                                    | Jan                                                    | Fev                                                    | Mar                                                    | Abr                                                    | Mai                                                    | Jun                                                    | Jul                                                    | Ago                                                    | Set                                                    | Out                                                    | Nov                                                    | Dez                                                    | Ano                                                    |
| ------------------------------------------------------ | ------------------------------------------------------ | ------------------------------------------------------ | ------------------------------------------------------ | ------------------------------------------------------ | ------------------------------------------------------ | ------------------------------------------------------ | ------------------------------------------------------ | ------------------------------------------------------ | ------------------------------------------------------ | ------------------------------------------------------ | ------------------------------------------------------ | ------------------------------------------------------ | ------------------------------------------------------ |
| Chuva (mm)                                             | 50,4                                                   | 89,5                                                   | 138,3                                                  | 115,1                                                  | 50                                                     | 14,2                                                   | 6,8                                                    | 1,4                                                    | 0,7                                                    | 4,6                                                    | 5,9                                                    | 24,1                                                   | 500,8                                                  |
| Fonte: Atlas Pluviométrico da Paraíba                  |                                                        |                                                        |                                                        |                                                        |                                                        |                                                        |                                                        |                                                        |                                                        |                                                        |                                                        |                                                        |                                                        |

## Demografia
| Fonte: IBGE |